# Haspres
Haspres is een gemeente in het Franse Noorderdepartement (Frans: département du Nord) (regio Hauts-de-France). De plaats maakt deel uit van het arrondissement Valenciennes. Haspres telde op 1 januari 2022 2.632 inwoners. 

## Geografie
De oppervlakte van Haspres bedroeg op 1 januari 2022 12,2 vierkante kilometer; de bevolkingsdichtheid was toen 215,7 inwoners per km².

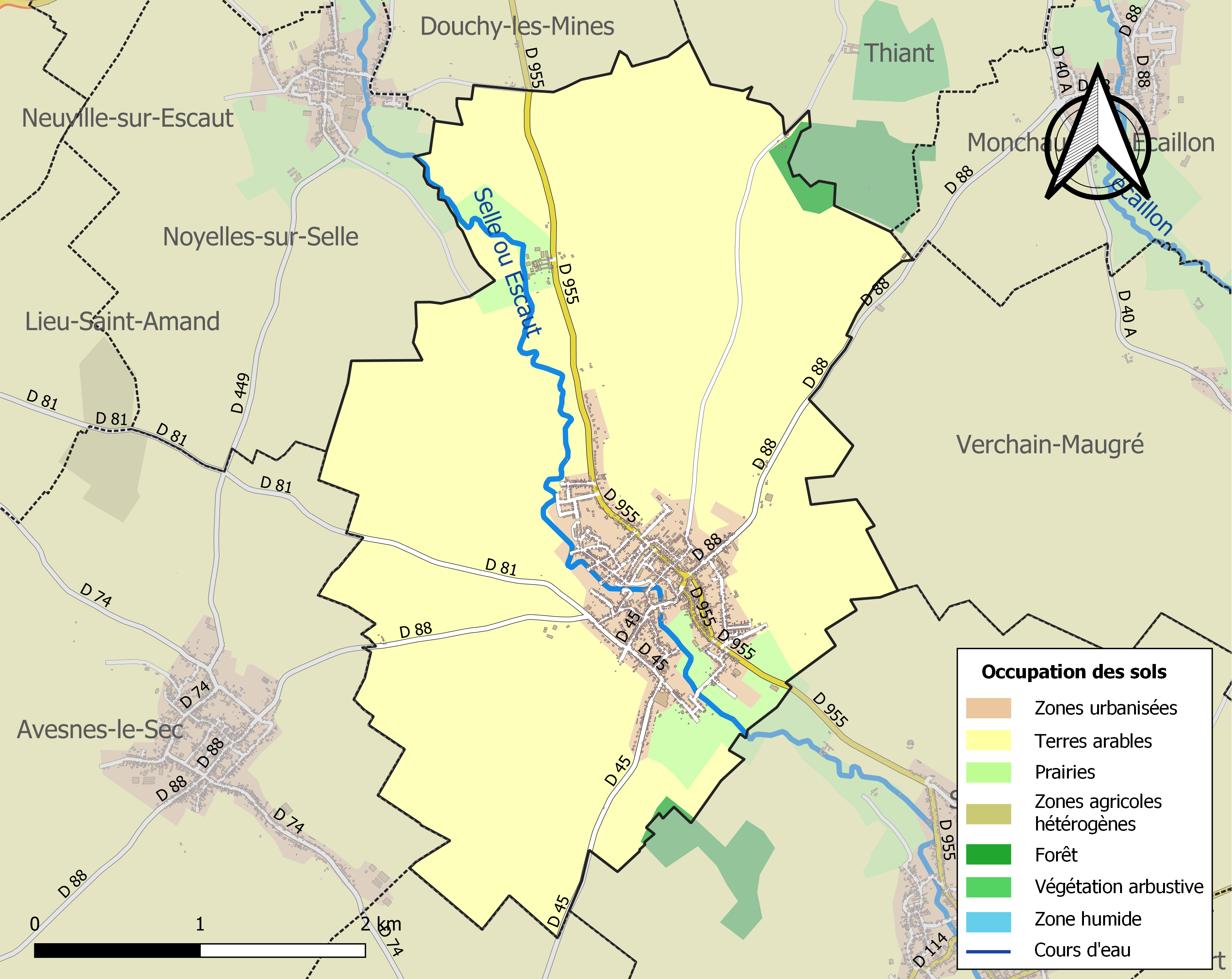
Kaart van de gemeente met belangrijkste infrastructuur, bodemgebruik en omliggende gemeenten

## Demografie
Onderstaande figuur toont het verloop van het inwonertal (bron: INSEE-tellingen).

## Bezienswaardigheden
Op het grondgebied van de gemeente liggen de Britse militaire begraafplaatsen Haspres Coppice Cemetery en York Cemetery (Haspres), beide met gesneuvelden uit de Eerste Wereldoorlog.